# Raf (fumettista)
Raf, pseudonimo di Joan Rafart i Roldán (Barcellona, 22 novembre 1928 – Barcellona, 13 ottobre 1997), è stato un fumettista spagnolo, il quale ha utilizzato anche altri pseudonimi meno noti come Dino o Roldán.

## Biografia
Inizia la sua carriera negli anni cinquanta nella serie di avventure El Zorro. Presto abbandona lo stile realista nei suoi lavori e si concentra nel suo stile più umoristico. Comincia a collaborare con la rivista La Risa con le seguenti serie:
- La vida aborregada de Borrego (1952)
- Levy Berzotas (1953)
- Sherlock Gómez (1958)
- Mr. Cha-cha-cha, Director de Cine (1958)

In quel periodo collabora anche con la rivista spagnola TBO firmando i suoi lavori come Roldán.
I suoi lavori più conosciuti sono quelli che realizza per la Editorial Bruguera a partire dal 1957. Tra il 1957 e il 1959 collabora su varie riviste di questo editore, come El DDT, Pulgarcito e Tío Vivo, alle quali apporta, tra altri, le seguenti serie:
- Campeonio (1957)
- Doña Lío Portapartes, señora con malas artes (1958)
- Don Pelmazo Bla, bla, bla... y las mil latas que da (1959)

Nel 1959 Raf lascia la Bruguera e realizza lavori per agenzie internazionali, che si pubblicano in vari paesi d'Europa e Sudamerica. Nel 1965 torna a pubblicare su TBO come Roldán creando a Don Jerónimo, jefe de cocina. Alla fine dei sessanta, torna a collaborare con le riviste di Bruguera. In questa seconda tappa si denotano:
- Doña Tecla Bisturín, enfermera de postín (1968)
- Flash, el fotógrafo (1969)
- Manolón, conductor de camión (1969)

In questo periodo, il suo personaggio più degno di nota è senza dubbio Sir Tim O'Theo (1970), fumetto che fa la parodia sia del romanzo poliziesco sia delle stranezze del carattere britannico. È il lavoro di maggiore successo di Raf.
A partire dall'anno 1986 collabora con la rivista Guai! con la serie Mirlowe y Violeta, anch'essa parodia di romanzi polizieschi e per la rivista TBO. Per la rivista di storie di terrore Creepy crea la serie parodistica Zomby y el gato, con sceneggiature di Antonio Segura. In questo periodo si iniziano anche i suoi lavori per i settimanali satirici El Jueves e Puta Mili, fondamentalmente le serie La fragata capadora e Coñas marineras, mirate ad un pubblico adulto.
Nel 1992 ricevette il Gran Premio del Salón del Cómic di Barcellona, per il complesso della sua opera.
Continuò collaborando con riviste di fumetti fino alla sua morte, il 13 ottobre 1997.